# Doris Maletzki
Doris Maletzki (Salzwedel, 1952. június 11. –) német rövidtávfutó. Az 1976. évi nyári olimpiai játékokon az NDK színeiben indult. Brigitte Rohdeval, Ellen Streidttel és Christina Lathannal alkotott 4 × 400 méteres váltója aranyérmes lett az USA és a Szovjetunió előtt.